# Charlotte Moore Sitterly
Charlotte Moore Sitterly (rodným jménem Charlotte Emma Moore Sitterly, 24. září 1898 Ercildoun, v Pensylvánii – 3. března 1990 Washington, D.C.) byla americká astronomka. Je známá svými spektroskopickými studiemi Slunce a chemických prvků. Její rozsáhlé multipletové tabulky dat jsou známé svou spolehlivostí a stále se používají. Během své kariéry napsala nebo byla spoluautorkou více než 100 článků nebo publikací.
V roce 1949 se stala první ženou, která byla zvolena členkou Královské astronomické společnosti Velké Británie na počest její práce na multipletových tabulkách a identifikaci slunečních skvrn.
V roce 1988 jí byla vyjádřena pocta v pamětním vydání časopisu Journal of the Optical Society of America. Byl po ní pojmenován Asteroid 2110 Moore-Sitterly.

## Vzdělání

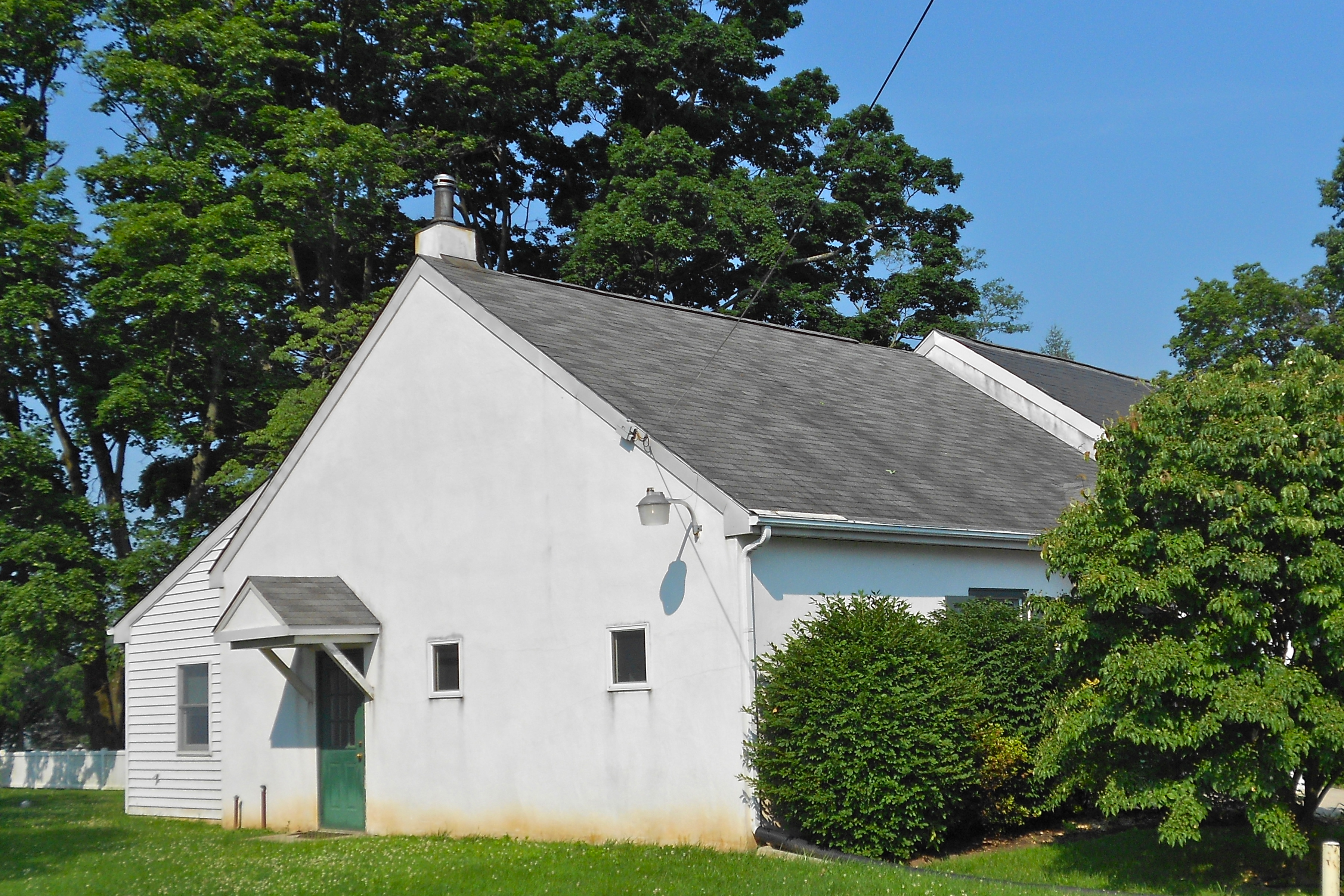
Budova patřící náboženskému hnutí kvakerů - Fallowfield Friends Meeting v Ercildoun

Charlotte Moore se narodila Georgi a Elizabeth Mooreovým v Ercildounu v Pensylvánii, malé vesnici poblíž Coatesville. Její otec byl školním inspektorem v okrese Chester a její matka byla učitelka. Oba rodiče byli kvakeři a i ona byla celoživotní členkou Fallowfield Friends Meeting.
Navštěvovala soukromou vysokou školu svobodných umění Swarthmore College v Pensylvánii. Účastnila se mnoha mimoškolních aktivit, jako je lední hokej, studentská samospráva, sbor a doučování. Aby mohla zaplatit školné, pracovala jako suplující učitelka a usilovala o studium na vysoké škole. Učitelství se ale v budoucnu věnovat nechtěla, přestože to v té době byla jedna z mála možností vyššího vzdělání pro ženy.
V roce 1920 Charlotte Moore absolvovala Swarthmore College s bakalářským titulem z matematiky a pokračovala na Princetonské univerzitě.

## Kariéra

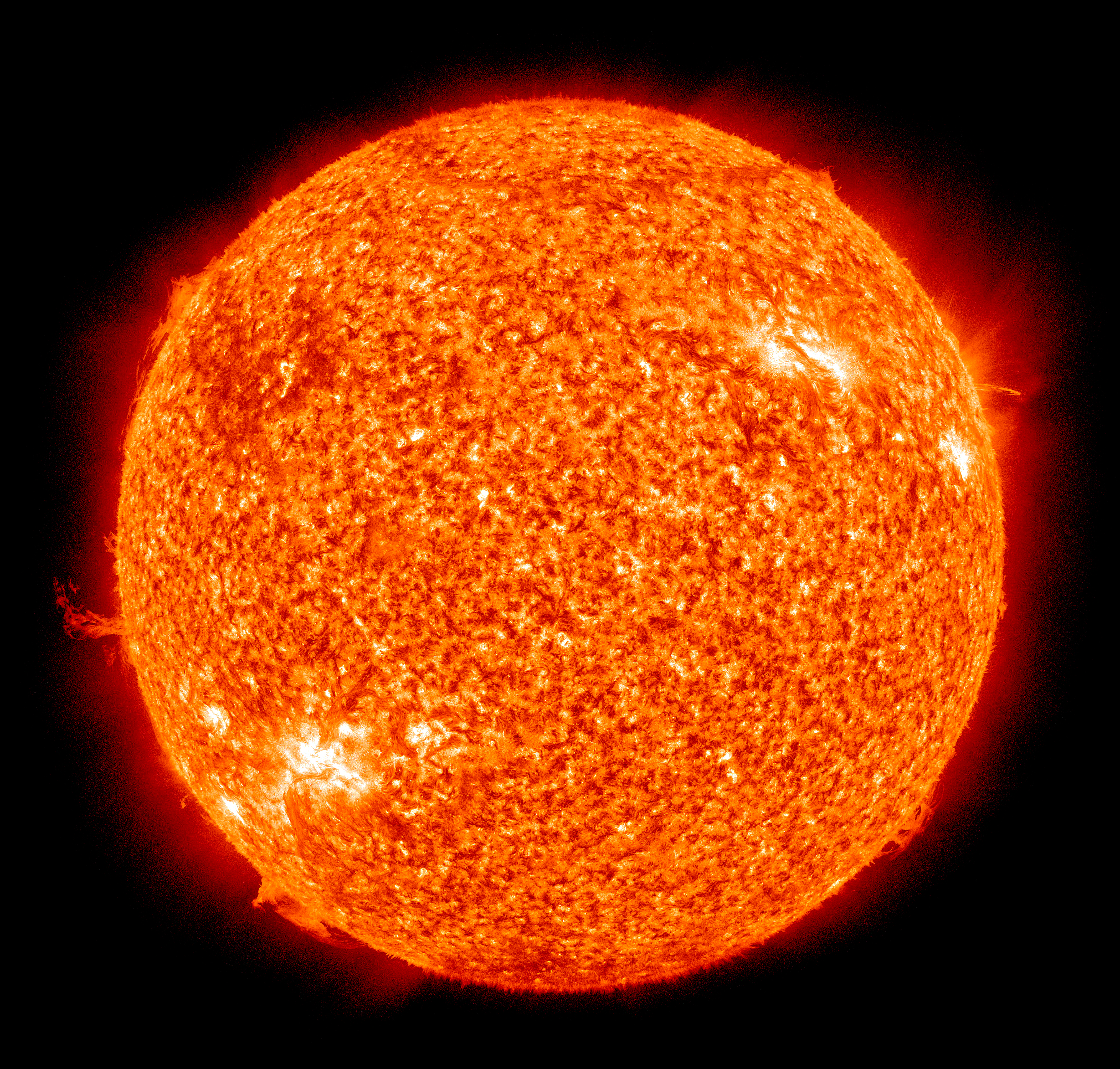
Slunce vysílá záření, jehož spektrum lze rozdělit na: ultrafialové (vlnová délka pod 380 nm), viditelné (vlnová délka 380 až 780 nm) tvoří asi 45 % dopadajícího záření, infračervené (vlnová délka přes 780 nm)

V roce 1920 na doporučení svého profesora matematiky získala Charlotte Moore práci na observatoři Princetonské univerzity, kde pracovala pro astronoma a profesora Henryho Norrise Russella jako lidský počítač. Prováděla výpočty potřebné k použití fotografických desek k určení polohy Měsíce. Postupem času se rozvíjel její zájem o astrofyziku a začala s Russellem provádět výzkum dvojhvězd a hvězdných hmotností. Snažili se klasifikovat 2500 hvězd na základě jejich spektra (elektromagnetického záření rozdělené podle vlnové délky a odpovídající frekvence). Během pěti let spolupráce napsali na toto téma několik publikací.
Po pěti letech na Princetonské univerzitě si Charlotte Moore vzala zdravotní dovolenou. Jedním z důvodů mohlo být i odmítnutí udělení doktorátu od profesora Russella. V té době to nebyl výjimečný postup, protože až do roku 1961 nebyly ženy v žádném z princetonských postgraduálních programů. Charlotte Moore o tom řekla: Byla jsem zvyklá na předsudky vůči ženám, protože Princeton byl baštou mužů a žena tam opravdu nemohla držet krok.

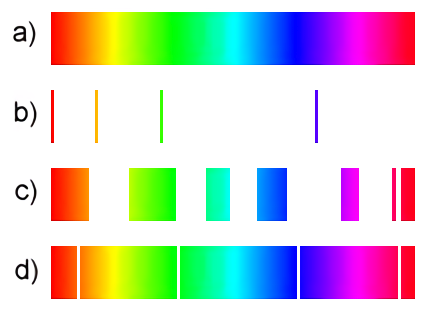
Příklady spekter: a) spojité spektrum b) čárové (emisní) spektrum c) pásové spektrum d) absorpční čárové spektrum

Po roce 1925 se Charlotte Moore přestěhovala na observatoř Mount Wilson v Kalifornii, kde dál pokračovala ve spolupráci s Russellem a tamními výzkumnými skupinami. Během svého pobytu na Mount Wilson intenzivně pracovala na sluneční spektroskopii, analyzovala spektrální čáry Slunce, spektra slunečních skvrn a identifikovala chemické prvky na Slunci. Odvodila například teplotu slunečních skvrn na asi 4 700 kelvinů.

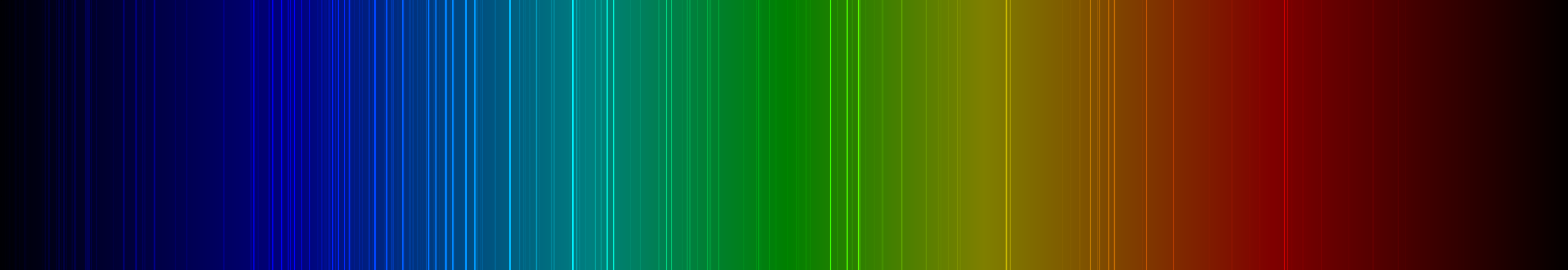
Spektrum technecia, 400 - 700 nm

Její snímky z observatoře Mount Wilson pomohly definovat novou mezinárodní Angstromovu tabulku vlnových délek ve slunečním spektru, kterou vytvořil již v roce 1868 švédský fyzik Anders Jonas Ångström. Tato tabulka je používána v astronomické spektroskopii, atomové spektroskopii a v dalších vědách, které se zabývají strukturami v atomárním měřítku.
V roce 1931 získala Charlotte Moore titul Ph.D. v astronomii na Kalifornské univerzitě v Berkeley, která měla volnější pravidla pro ženy než Princetonská univerzita. Během práce na svém doktorátu pokračovala ve výzkumu spektroskopie a shromažďovala a analyzovala data o spektrech chemických prvků a molekul, která jsou pro ně unikátní a mohou sloužit k jejich identifikaci. Po získání titulu Ph.D. se vrátila na Princetonskou univerzitu, aby pokračovala ve spolupráci s Russellem jako výzkumná asistentka. Jedním z jejích nejvýznamnějších příspěvků fyzice byla identifikace technecia ve slunečním světle (první příklad přirozeně existujícího technecia).
V roce 1945 nastoupila do tehdejšího Národního úřadu pro standardy (National Bureau of Standards, NBS). Zde vytvořila tabulky atomových spekter a energetických hladin, které zůstaly po desetiletí základními konstantami ve spektroskopii. Zde také začala zkoumat infračervené sluneční spektrální čáry a úrovně atomové energie. Na začátku roku 1946 rozšířila svou práci na ultrafialové spektrální čáry díky práci Richarda Touseyho a měřením provedeným na raketách V-2. Předtím se její studie omezovaly na teleskopická pozorování částečně blokovaná zemskou atmosférou. V roce 1950 vydala publikaci Ultraviolet Multiplet Table o výsledcích své několikaleté spolupráci s Richardem Touseyem.
V roce 1968 ve svých 70 let odešla ze své pozice v Národním úřadu pro standardy. Pokračovala ale ve výzkumu v Naval Research Laboratory až do své smrti na srdeční selhání ve věku 91 let.

## Osobní život

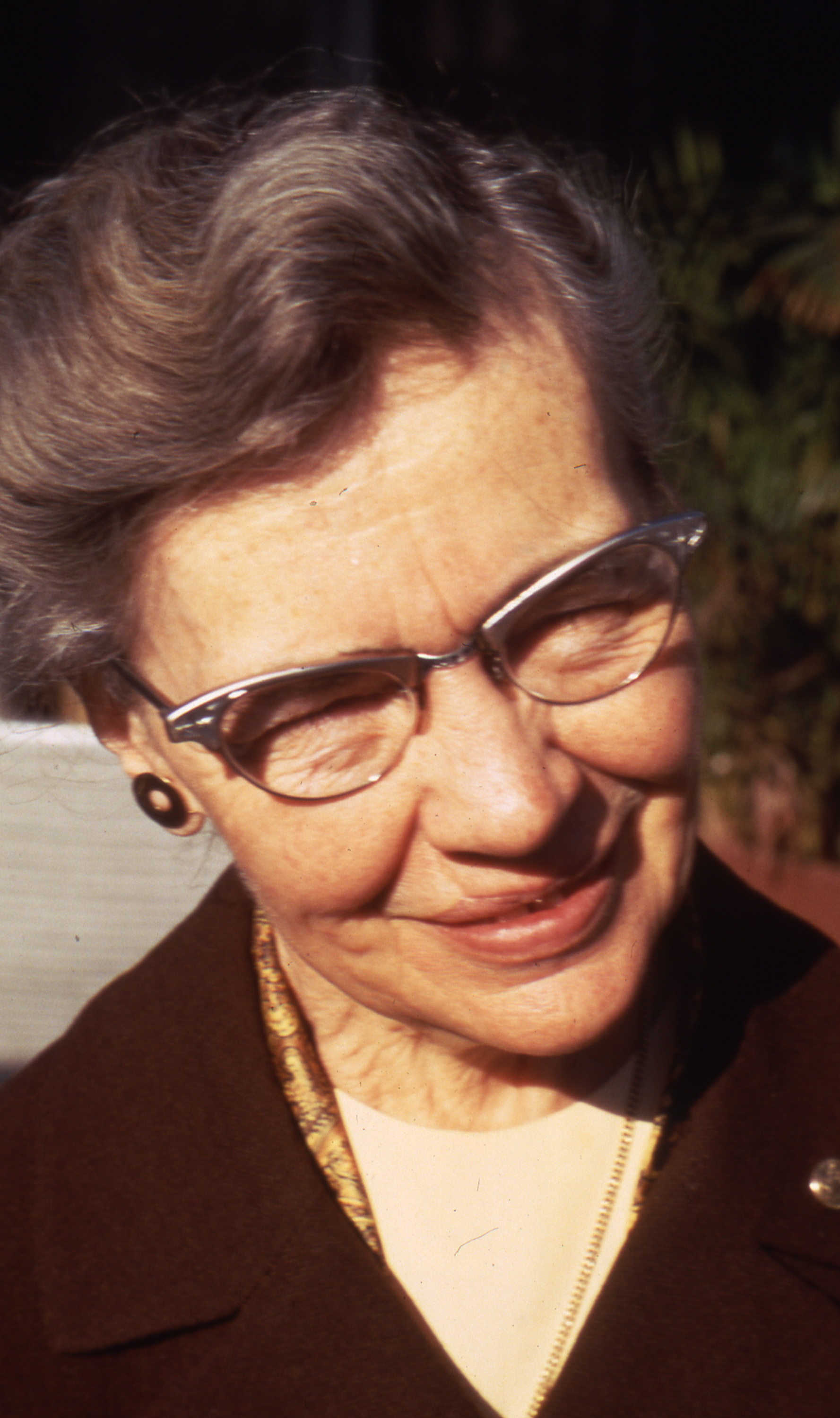
Charlotte Moore na konci kariery

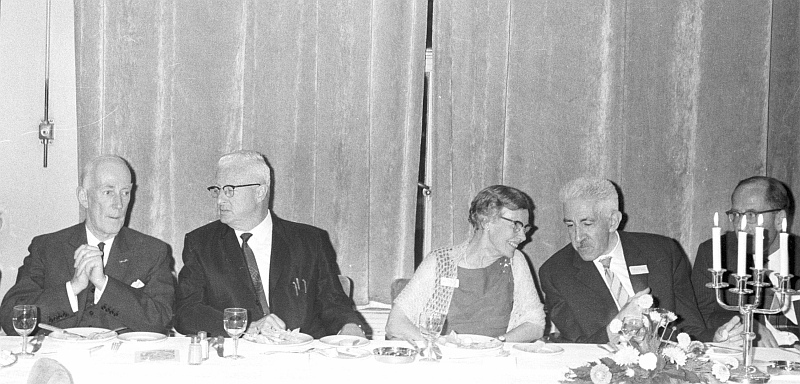
Astronomické sympozium v Utrechtu 1963 – Jan Hendrik Oort, Donald Menzel, Charlotte Moore Sitterly, Marcel Minnaert, Albrecht Unsöld

Charlotte Moore se během práce na Princetonské univerzitě seznámila s fyzikem Bancroftem W. Sitterlym, za kterého se provdala v roce 1937 ve svých 39 letech. Své dívčí jméno si ponechala pro svoji vědeckou karieru a vydávání článků, protože v té době již byla známou vědkyní.
Ráda cestovala a věřila, že cestování je jedním z nejdůležitějších aspektů života vědců, protože podporuje spolupráci mezi nimi. Ráda také zahradničila a se svým manželem se věnovala hudbě až do jeho smrti v roce 1977.

## Ocenění
Ceny
- Cena Annie Jump Cannonové za astronomii (1937)
- Fellow of the Optical Society (1959) – členka první třídy OSA Fellows, jedna z pouhých pěti žen ve 115. ročníku.[11]
- Spolková cena pro ženy (1961)
- Cena Williama F. Meggerse od Optické společnosti (1972)
- Medaile Catheriny Bruceové (1990)

Funkce
- Viceprezidentka Americké astronomické společnosti
- Viceprezidentka Americké asociace pro pokrok ve vědě
- Předsedkyně Komise pro základní spektroskopických dat v Mezinárodní astronomické unii
- V roce 1958 byla pozvána na desáté valné shromáždění Mezinárodní astronomické unie do Společné komise pro spektroskopii v Moskvě.
- V roce 1963 se zúčastnila Astronomického sympozia v nizozemském Utrechtu

## Publikace
- A Multiplet Table of Astrophysical Interest, 1933
- The Solar Spectrum (with Harold D. Babcock), 1947
- The Masses of the Stars (with Henry Norris Russell), 1940
- Ultraviolet Multiplet Table, 1950
- Atomic Energy Levels as Derived from the Analyses of Optical Spectra, 1958